# Otto Jacob Eifelanus van Wassenaer van Catwijck
Otto Jacob Eifelanus baron van Wassenaer, heer van de beide Katwijken en 't Zandt (Bennekom, 26 december 1856 - Den Haag, 6 november 1939) was een Nederlands politicus.

## Familie
Van Wassenaer was een telg uit het adellijke huis Wassenaer en was bekend onder de naam Van Wassenaer van Catwijck. Hij was een zoon van mr. Willem Frederik Hendrik baron van Wassenaer, heer van Weurt en den Briellaard (1820-1892), lid van provinciale staten van Gelderland, en Justine Goverdine Jeanne Adolphine gravin van Rechteren (1828-1892). Hij was een broer van Jan Dirk van Wassenaer van Rosande. Van Wassenaer trouwde in 1889 met Cornelia barones van Boetzelaer (1868-1916), dame du palais van koningin Wilhelmina; uit dit huwelijk werden twee zonen geboren. Een van deze zonen verdronk in Hattem op zeer jeugdige leeftijd.

## Loopbaan
Van Wassenaer diende vanaf 1875 bij de Marine, laatstelijk als luitenant-ter zee 2e klasse (1878-1880) waarna hij vanaf 1886 advocaat en van 1888 tot 1891 en van 1901 tot 1914 Tweede Kamerlid werd. Hij behoorde tot de antirevolutionairen, maar ging later over naar de vrij-antirevolutionairen (christelijk-historischen). Hij was landeigenaar, die de jacht als zijn passie had. In de Kamer was hij vooral marine-specialist, zonder erg op de voorgrond te treden. Hij stapte in 1914 over naar de Eerste Kamer, waar hij in 1927 als enige van de CHU vóór het Verdrag met België stemde. Minister Van Karnebeek, die dat verdrag verdedigde, was zijn neef.
Van Wassenaer was van 1898 tot 1909 ook lid van de provinciale staten van Gelderland. Hij was tevens van 1936 tot 1939 landcommandeur van de Ridderlijke Duitsche Orde, Balije van Utrecht, in welke functie hij werd opgevolgd door zijn volle neef K.G.W. baron van Wassenaer
- Biografisch Portaal: 48091860
- Parlement.com: vg09llctp7xu